# Bundesstraße 21
Die Bundesstraße 21 (Abkürzung: B 21) ist eine 22 km lange deutsche Bundesstraße im Landkreis Berchtesgadener Land in Bayern.

## Geographie
Als Teil der Europastraße 641 führt die B 21 von der österreichischen Grenze am Walserberg (südwestlich von Salzburg) in Nordost-Südwest-Richtung fast ausschließlich entlang der Saalach über Bad Reichenhall, Schneizlreuth und durch den Wendelbergtunnel wieder zur österreichischen Grenze südlich von Melleck (Ortsteil von Schneizlreuth am Steinpass).
Mit diesem Verlauf ist sie die Verbindung der beiden österreichischen Bundesstraßen Wiener Straße (B 1) und Loferer Straße (B 178) und wird als kleines deutsches Eck bezeichnet. Seit 1957 können österreichische Fahrzeuge diese Bundesstraße ohne größere Formalitäten als Transitstrecke nutzen.

## Verlauf im Überblick
- Österreichische Wiener Straße
  - Grenze Österreich (Salzburg) – Deutschland (Bayern)
  - Bad Reichenhall – sog. Gablerknoten (B 20)
  - Bad Reichenhall – (B 20 – in Bad Reichenhall verlaufen die B 20 und die B 21 teilweise auf der gleichen Trasse)
  - Schneizlreuth – Unterjettenberg (B 305)
  - Schneizlreuth (B 305)
  - Wendelbergtunnel
  - Grenze Deutschland (Bayern) – Österreich (Salzburg)
- Österreichische Loferer Straße

## Geschichte
Vorläuferin der heutigen B 21 war die Reichsstraße 20. Diese wurde, gemeinsam mit anderen und zunächst noch als Fernverkehrsstraße bezeichnet, am 17. Januar 1932 mit der Streckenführung der heutigen B 21 eingerichtet. Sie gehörte somit zu den ersten Reichsstraßen. Ebenso wurde die Nummer 21 vergeben, allerdings für die Straße von Teisendorf zur R 20 bei Mauthausen, heute Teil der Staatsstraße 2103.
Im Rahmen einer bedeutenden Erweiterung und teilweisen Umänderung des Reichsstraßennetzes bis 1936, bei der auch die R 20 nach Norden über Marktl und Straubing bis zur tschechischen Grenze deutlich verlängert wurde, wurde die R 21 verlegt. Die bisherige Strecke wurde umgewidmet, stattdessen wurde die nun höhergestufte Straße von Bad Reichenhall nach Berchtesgaden zur neuen R 21.
Im Zuge der Erweiterung des Reichsstraßensystems auf das 1938 an das Deutsche Reich angeschlossene Österreich im Jahre 1940 wurde die von Breisach am Rhein kommende und bis dahin an der deutsch-österreichischen Grenze zwischen Lindau und Bregenz endende R 31 über Feldkirch, Innsbruck, St. Johann in Tirol, Bad Reichenhall und Salzburg nach Linz verlängert. Da diese nun auch den Streckenverlauf der R 20 zwischen Bad Reichenhall und der Landesgrenze in Richtung Westen mit abdeckte, wurde die R 20 stattdessen ab Bad Reichenhall nach Berchtesgaden weitergeführt. Die nun freigewordene Nummer 21 wurde für die auf österreichischem Gebiet von Lofer über die Großglockner-Straße und Lienz in Osttirol zur italienischen Grenze in Richtung Bruneck verlaufende Straße neu vergeben.
Nach dem Zweiten Weltkrieg wurde die nun als Bundesstraße bezeichnete B 31 wieder auf ihren ursprünglichen badisch-württembergischen Teil verkürzt. Die nun wieder freie Nr. 21 wurde gleichzeitig an die heutige B 21 vergeben.